# Nitroglicerina
Nitroglicerina, também conhecida como trinitroglicerina ou trinitrato de glicerina, é um composto químico explosivo obtido a partir da reação de nitração da glicerina. A fórmula química da nitroglicerina é C3H5N3O9 (3 átomos de carbono, 5 de hidrogênio, 9 de oxigênio e 3 de nitrogênio).
Nas condições ambientes, é um líquido oleoso com a aparência da glicerina original de coloração amarela mais denso que a água. Solidifica-se a 13,3 °C.

## História
Foi descoberta por Ascanio Sobrero (1812-1888) em 1847, que primeiramente a chamou de "piroglicerina", misturando glicerina, ácido sulfúrico e ácido nítrico.
Em 1867, Alfred Nobel, cujo pai, engenheiro, na cidade russa de São Petersburgo, instalou uma fábrica de nitroglicerina, concebeu absorver a nitroglicerina por um material poroso, absorvente e inerte como a sílica, pós de cerâmicas, argila seca, gesso, carvão, e em especial, as terras diatomáceas (Kieselguhr) obtendo uma massa moldável. Tal massa foi patenteada como dinamite.

## Produção industrial
Ácidos nítrico e sulfúrico são filtrados em filtro de placa e transferidos a partir de tanques para um reator chamado nitrator (forma-se a chamada mistura sulfonítrica). Glicerina aquecida e filtrada é enviada ao nitrador a partir de um tanque com pressão controlada (1,5 atm) e temperatura de ≈40 °C para não ocorrer variação da viscosidade. Os mesmos valores de temperatura e pressão são consideradas para a mistura sulfonítrica. A reação se completa entre 60 e 90 minutos a uma temperatura de ≈40 °C, mantida através de sistema de resfriamento por trocador de calor interno e pressão de 1,5 atm. A nitroglicerina é descarregada e enviada a um primeiro separador orgânico onde ocorre a separação dos ácidos residuais, enviados para reutilização no processo, e nitroglicerina bruta. A partir do separador orgânico a nitroglicerina bruta é enviada para uma série de colunas lavadoras com recheio de anel de raschig de vidro. Estas colunas têm por finalidade a remoção dos ácidos residuais que ainda persistem na mistura reacional. Na primeira coluna é lavada com água fria, imediatamente enviada para a segunda, onde é colocada uma solução quente de carbonato de sódio a 3% e, finalmente, na última coluna a nitroglicerina é lavada com água fria. Nos fundos e topos destas colunas ocorrem as separações entre as fases aquosa, enviada para o tanque de solução de carbonato e orgânica. A nitroglicerina retirada pelo topo da última coluna é filtrada e imediatamente enviada para separador orgânico, tipo “labirinto”, onde é retirada com alta pureza (97-99%) e isenta de ácidos residuais e água. A fase aquosa retirada da última coluna é enviada para um outro separador orgânico, também tipo “labirinto” para recuperação de nitroglicerina remanescente.

## Aplicações

### Em medicina
Encontra também uso na medicina, onde é utilizado como vasodilatador, no tratamento de doenças cardíacas, para o tratamento da enfermidade isquêmica coronária, o infarto agudo de miocárdio e na insuficiência cardíaca congestiva. É administrado pelas vias transdérmica, sublingual ou intravenosa. Pertence ao grupo dos fármacos antianginosos.
Quase todos os medicamentos atualmente usados para dilatar as coronárias são derivados da nitroglicerina.
O mecanismo do efeito da nitroglicerina nos doentes cardíacos foi descoberto por cientistas estadunidenses (Robert Furchgott, Louis Ignarro e Ferid Murad, os quais receberam o Prêmio Nobel pela descoberta), que apresentaram estar relacionado aos mecanismos energéticos das células, nas mitocôndrias, e numa enzima que liberta óxido nítrico (NO). Quando a nitroglicerina se transforma em NO, provoca um relaxamento muscular e, consequentemente, alarga as artérias.
É de se notar que Ascanio Sobrero (sintetizada por ele em 1847) já havia observado que a substância provocava dores de cabeça, causadas exatamente pela dilatação dos vasos cranianos. Mas quem primeiro descreveu os benefícios da nitroglicerina para os cardiopatas foi Murrel em 1879.
Inicialmente ela foi utilizada, em pequenas doses, especialmente na medicina dos Estados Unidos, com o nome de glonoína, em solução alcoólica a 1%, para combater a nevralgia do coração, os distúrbios nervosos, a enxaqueca, o soluço e o enjoo.
Em 1879, na Corrida Ciclística dos Seis Dias, na França, os franceses alguns ciclistas usavam a nitroglicerina pelo seu efeito vasodilatador coronariano.
Em 1886, na Corrida dos 600 km entre Bordéus e Paris, terá provavelmente ocorrido a primeira morte por uso de estimulantes: morre o ciclista inglês Linton, que usou uma mistura de cocaína com nitroglicerina.

### Como explosivo e propelente
O principal uso da nitroglicerina, por tonelagem, é em explosivos como dinamite e em propelentes, se destacando pelo seu extensivo uso em munições pelo fato de possuir vantagem sobre alguns outros explosivos que, na detonação, praticamente não produzem fumaça visível, sendo então útil como um ingrediente na formulação de vários tipos de pólvora sem fumaça.
Seu uso como propelente se deu a partir do desenvolvimento da ballistite por Nobel, patenteando-a em 1887, ao combinar nitroglicerina com nitrocelulose, o único componente dos propelentes de munição até então, passando a ser adotado por diferentes exércitos do mundo. Dois anos mais tarde, Sir Frederick Abel e Sir James Dewar desenvolveram uma variante da fórmula de Nobel a mando dos governos britânico e da Commonwealth, consistindo em 58% de nitroglicerina, 37% de nitrocelulose e 5,0% de geleia de petróleo, vindo a ser denominada de cordite. A partir de então, diferentes versões do produto foram criadas, e o uso da nitroglicerina em propelentes de munições se tornou comum.
Por se de fácil e barata produção, produtos derivados como a dinamite foram amplamente adotados para tarefas de engenharia civil, como na perfuração de túneis rodoviários e ferroviários, para mineração, para a limpeza de terrenos agrícolas, em pedreiras e em trabalhos de demolição. Da mesma forma, engenheiros militares usaram dinamite para trabalhos de construção e demolição.
Contudo, sua sensibilidade limitou a utilidade da nitroglicerina como um explosivo militar e civil, vindo a ser substituída por explosivos menos sensíveis, como TNT, RDX e HMX.
Ao ser detonada, se decompõe segundo a equação:
4 C3H5N3O9 (l) → 10 H2O (g) + 6 N2 (g) + 12 CO (g) + 7 O2 (g)
A eliminação de oxigênio pela decomposição do composto faz vantajosa a sua adição em pólvoras sem fumaça, uma vez que permite um melhor balanço oxidativo da mistura, levando a combustão de compostos residuais durante a deflagração conjunta.